# 고창 선운사 대웅전
고창 선운사 대웅전(高敞 禪雲寺 大雄殿)은 전북특별자치도 고창군 아산면, 선운사에 있는, 조선 중기의 단층 목조건물이다. 신라 진흥왕 때 창건되었으며, 임진왜란 때 불탄 것을 1613년(광해군 5년) 재건하였다. 전면 5칸, 측면 3칸으로 긴 평면을 이루며, 단청 벽화가 뛰어나다. 단층 맞배지붕으로 전면 5칸에는 모두 빗살분합문을 달아 출입하도록 되어 있다. 1963년 1월 21일 대한민국의 보물 제290호로 지정되었다.

## 개요
선운사는 도솔산 북쪽 기슭에 있는 절로 신라 진흥왕이 세웠다는 설과 백제 고승 검단선사가 세웠다는 두가지 설이 전한다. 그러나 가장 오래된 조선 후기의 사료에는 진흥왕이 세우고 검단선사가 고쳐 세운 것으로 기록하고 있다.
선운사 대웅전은 신라 진흥왕 때 세워진 것으로 전하며, 현재 건물은 조선 성종 3년(1472)에 다시 지은 것이 임진왜란 때 불타 버려 광해군 5년(1613)에 다시 지은 것이다.
앞면 5칸·옆면 3칸의 규모로, 지붕 처마를 받치기 위해 만든 기둥위의 장식구조가 기둥과 기둥 사이에도 있는 다포 양식으로 꾸몄다. 지붕은 옆면에서 볼 때 사람 인(人)자 모양을 한 맞배지붕으로 옆면에는 높은 기둥 두 개를 세워 간단히 처리하였다. 전체적으로 기둥 옆면 사이의 간격이 넓고 건물의 앞뒤 너비는 좁아 옆으로 길면서도 안정된 외형을 지니고 있다. 건물 뒤쪽의 처마는 간략하게 처리되어 앞뒤 처마의 모습이 다르며 벽은 나무판으로 이루어진 널빤지벽이다. 안쪽 천장은 우물 정(井)자 모양을 한 우물천장을 설치하였고 단청벽화가 매우 아름답다.
조선 중기의 건축답게 섬세하고 장식적인 구성과 빗살 여닫이문이 화려한 건물이다.

## 현지 안내문

### 국문 설명
고창 선운사 대웅전
高敞 禪雲寺 大雄殿 
보물 제290호
대웅전은 절에서 특별히 숭배의 중심이 되는 주요 불상을 모신 법당이다. 선운사는 구름 속에서 참선 수도하여 큰 뜻을 깨친다는 뜻인‘참선와운(參禪臥雲)’에서 이름이 유래하였으며, 대한불교 조계종 24교구 본사로 189개의 승려 생활시설과 89개의 작은 절 그리고 144개의 굴(窟)을 거느리던 호남 제일의 사찰이다. 선운사는 6세기 백제 위덕왕 때인 577년에 검단 선사가 창건하였다고 전해진다. 현재의 대웅전은 정유재란 때 거의 불에 탄 것을 광해군 때인 1610년대에 다시 건축한 모습이며 그 뒤로도 수차례 수리하였다.
선운사 대웅전은 비교적 높은 석축 위에 세웠고 정면이 측면에 비해 2배 이상 크다. 기둥의 일부는 휘어진 나무를 그대로 사용하여 자연미가 느껴진다. 전체적으로 외관은 장중하며 안쪽은 단청 벽화가 매우 아름답고 세련된 모습이다. 천장의 수많은 용들이 구름 속에 몸을 감추고서 선운사를 수호하고 있는데 그 모습이 섬세하고 화려하다.
일반적으로 대웅전은 석가모니불을 가운데로 하고 좌우에 부처를 모시는 보살을 두는데, 선운사 대웅전은 비로자나불을 가운데에 두고 좌우에 서방 극락정토의 주인인 아미타여래불과 중생의 병을 고쳐주는 약사여래불을 모시고 있다. 이러한 구성은 모든 부처의 육신이 아닌 진리의 모습인 비로자나불과 석가불을 일체로 보는 사상적 배경에서 출현한 것으로 보인다.

### 영문 설명
Daeungjeon Hall of Seonunsa Temple, Gochang
Treasure No. 290
This building is the main hall of Seonunsa, one of the most renowned Buddhist temples in Gochang. The temple’s name “Seonun (禪雲)” means “to attain the profound truth by meditating in clouds.”
Founded in 577, the temple was burnt down in 1597 during the Japanese invasions and was rebuilt in the 1610s. The current Daeungjeon Hall was constructed in 1614 and went through several repairs and reconstructions. The pillars of this building were made by using curved tree trunks, adding natural beauty to the building. Inside the hall, there is a coffered ceiling, which is exquisitely decorated with paintings of dragons, clouds, cranes, and lotus flowers.
In general, a Daeungjeon Hall enshrines Sakyamuni Buddha. However, Daeungjeon Hall of Seonunsa Temple has Vairocana (the Cosmic Buddha) at the center, with Bhaisajyaguru (the Medicine Buddha) and Amitabha (the Buddha of the Western Paradise) to either side. This buddha triad was designated as Treasure No. 1752 in 2012.

## 같이 보기
- 선운사

## 참고 자료
- 고창 선운사 대웅전 - 국가유산청 국가유산포털